# Aglabí

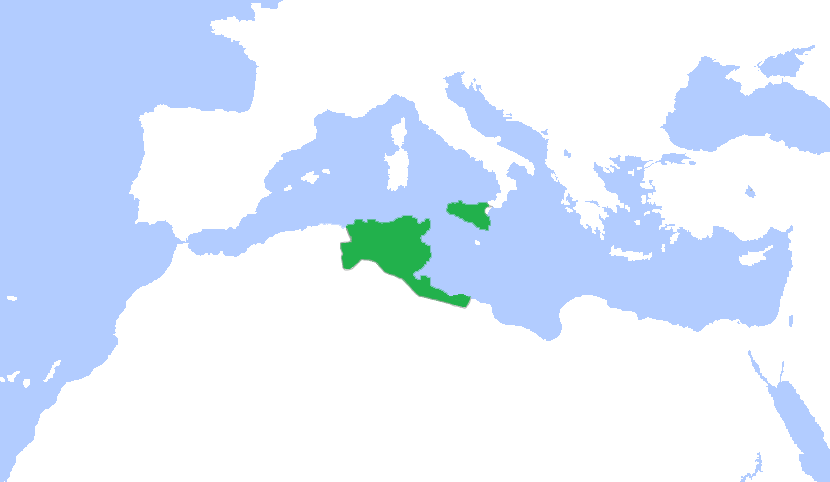
El emirato aglábida entre 800 y 909.

Los aglabíes o Banu al-Aglab fueron una dinastía de emires árabes musulmanes suníes del norte de África, cuyo poder se centraba en Ifriqiya (Túnez), donde el fundador Ibrahim I ibn Aglab estableció en el año 800 un emirato nominalmente dependiente del califato abasí que llegó a ser una potencia militar en el Mediterráneo central, extendiéndose al norte de Argelia, Tripolitania (Libia), Sicilia, Cerdeña y el Sur de Italia. Su capital estaba situada en Cairuán. Su poder acabó en el año 909, cuando los fatimíes alzaron el suyo en el Magreb y se expandieron por el norte de África.
Sus miembros pertenecían a la rama de la tribu árabe de los Banu Tamim (el fundador legendario de la dinastía fue un al-Tamimi), la misma estirpe que la del profeta Mahoma, que después de conquistar Persia se estableció en Jorasán, en el actual Irán, y se extendió al norte de África.

## Historia
Ibrahim I ibn Aglab, gobernador del Valle de M'Zab (Argelia) desde el 787, fue designado en el año 800 por el califa abasí Harún al-Rashid, emir hereditario de Ifriquiya como respuesta a la anarquía que reinaba en esa provincia del califato de Bagdad tras la caída de los Muhallábidas y el ataque de los pueblos bereberes en proceso de islamización. Ibrahim sometió a control un área que abarcaba el este de Argelia, Túnez y Tripolitania. Aunque fue independiente en todo menos en nombre, su dinastía nunca dejó de reconocer el califato de los abasíes. Estableció su nueva capital palaciega en El Abasiya, a las afueras de Cairuán, en parte para escapar de la oposición de los juristas y teólogos malikíes, que condenaron siempre el estilo de vida «pecaminoso» de los aglabíes y desaprobaron el trato discriminatorio que dispensaron a los bereberes musulmanes.
Los aglabíes tuvieron que lidiar en los límites de su emirato contra el pueblo bereber y para ello facilitaron, protegieron y mejoraron el establecimiento de inmigrantes árabes de Medio Oriente en oleadas regulares, estableciendo cientos de defensas fronterizas (ribats).
Bajo el gobierno de los emires aglabíes, desde Ifriquiya se impulsaron las expediciones marítimas de saqueo y conquista de la orilla cristiana del Mediterráneo. Su primer objetivo fue la isla de Sicilia. Aprovechando la rivalidades existentes acudieron a la llamada de auxilio de un comandante bizantino, Eufemio de Mesina, y conquistaron Mazara (827) y Palermo (831). Poco a poco se hicieron con el resto de la isla y, por fin, tomaron Siracusa en el año 878. La conquista musulmana de Sicilia se extendió durante setenta y cinco años como consecuencia de la feroz resistencia que opusieron las guarniciones cristianas bizantinas y las rivalidades que enfrentaban a los caudillos árabes entre sí. El año 902 la última posición bizantina cayó ante los aglabíes, la localidad de Taormina. Sin embargo, no disfrutaron mucho de la conquista pues gradualmente perdieron el control de las fuerzas con sede en Sicilia, y una nueva dinastía, la de los kálbidas, se alzó contra el poder aglabí, separando Sicilia de la influencia de Ifriquiya.
También se adueñaron de la isla de Malta (868) y sometieron a tributo a Cerdeña, con lo que los aglabíes se convirtieron en dueños del Mediterráneo occidental durante el final del siglo IX.
En cuanto a las expediciones de saqueo, se centraron en Italia. Saquearon Tarento, Brindisi, conquistaron Bari (841) y, remontando el río Tíber, saquearon el extrarradio de Roma (846). A pesar de ser derrotados en la batalla de Ostia siguieron saqueando Montecasino, Subiaco y Tívoli. Incluso el papa Juan VIII les pagó tributo.
Con estas ganancias realizaron importantes obras constructivas: la mezquita de Cairuán fue objeto de reformas importantes y ampliaciones que le han dado su aspecto final, fueron mejorados los sistemas hidráulicos heredados de los romanos y se embellecieron las ciudades con el botín conseguido.
Durante el gobierno de Ahmed Abú Ibrahim (856-863) el emirato de Ifriquiya alcanzó su cenit: se construyeron más de dos mil ribats o fortalezas como Monastir, Susa, etc. y varias residencias palaciegas como El Abbasiyya y Raqqada. Ifriquiya llegó a ser una potencia económica gracias a su importante agricultura de secano y regadío. En tiempos del imperio romano, (la provincia de África había sido el granero de Roma hasta la llegada de los vándalos a Cartago). Ifriquiya se convirtió también en foco del comercio entre el mundo islámico, Bizancio e Italia, especialmente en el lucrativo comercio de esclavos. Cairuán se convirtió en un importante centro de enseñanza islámica en el Magreb, especialmente en las áreas de teología y derecho islámicos. Fue también un lugar de encuentro para poetas y otras manifestaciones artísticas.
El declive de la dinastía se inició bajo el reinado de Ibrahim II Abú Ishaq (875-902). Perdió el control de Calabria en beneficio de Bizancio, repelió un ataque de los tuluníes de Egipto y reprimió con dureza una rebelión bereber. Al final del siglo IX, la tribu árabe de los ismailíes de Siria llevó al régimen aglabí a una situación inestable, coincidiendo con la rebelión de la tribu bereber de Ketama. Para entonces el Estado aglabí estaba en plena decadencia: debilitado por intrigas palaciegas y rebeliones tribales, por el oeste su autoridad apenas alcanzaba Constantina. Más allá se extendía la estepa dominada por sus rivales rustumíes, también débiles.

La rebelión de los bereberes kutama y el fin del Emirato aglabí: las campañas de principios del siglo.

En 893 se puso en marcha la rebelión de los fatimíes, de signo chiita, mediante la misión en la que Abdalá al-Mahdi Billah, un dirigente local ismailí en el oriente de Argelia, se declaró el Mahdí, el "guía divino" y califa o imam. Legitimó su pretensión declarándose descendiente de Mahoma por la rama de la hija del profeta, Fátima az-Zahra, y su esposo, Ali ibn Abi Talib, primo del profeta. Esto ocurrió en Cairuán y los aglabíes no opusieron resistencia a la expansión de los fatimíes, que los absorbieron en el año 909. El último emir aglabí, Ziyadat Alá III Abú Mudar ibn Abdalá, huyó a Egipto acompañado por mil de sus eunucos saqaliba, que portaban cada uno mil dinares de su señor.
Los aglabíes siguieron gobernando en Malta hasta 1048.

## Sociedad
La Gran Mezquita de Cairuán y la Mezquita del Olivo de Túnez se convirtieron en centros de educación superior muy valoradas en el mundo islámico por la excelencia de sus doctores en derecho islámico.
Sujetos al pago de un impuesto denominado jaray y con la observancia de ciertas restricciones sociales, los cristianos y los judíos de Ifriqiya pudieron arreglarse para mantener su religión y sus lugares de culto después de la invasión árabe. En ese momento, había una notable comunidad cristiana en Túnez y Cairuán y con arzobispados existentes en Tozeur, Mahdía y Cartago. En 893 un cisma dividió a los obispos de África, que enviaron delegados a Roma para someter su controversia al Papa.

## Miembros destacados de la dinastía
|  |  |  |  |  |  |                                   |                                   |                                   |                                   |                                   |                                   |  |  | Iqal al-Tamimi                                |                                               |                                               |                                               |                                               |                                               |  |  |                                            |                                            |                                            |                                            |                                            |                                            |  |  |                                                   |                                              |                                              |                                              |                                              |                                              |  |  |                                       |                                       |                                       |                                       |                                       |                                       |  |  |  |  |  |  |  |  |  |  |  |  |  |  |  |  |  |  |
|  |  |  |  |  |  |                                   |                                   |                                   |                                   |                                   |                                   |  |  |                                               |                                               |                                               |                                               |                                               |                                               |  |  |                                            |                                            |                                            |                                            |                                            |                                            |  |  |                                                   |                                              |                                              |                                              |                                              |                                              |  |  |                                       |                                       |                                       |                                       |                                       |                                       |  |  |  |  |  |  |  |  |  |  |  |  |  |  |  |  |  |  |
|  |  |  |  |  |  |                                   |                                   |                                   |                                   |                                   |                                   |  |  | Selim                                         |                                               |                                               |                                               |                                               |                                               |  |  |                                            |                                            |                                            |                                            |                                            |                                            |  |  |                                                   |                                              |                                              |                                              |                                              |                                              |  |  |                                       |                                       |                                       |                                       |                                       |                                       |  |  |  |  |  |  |  |  |  |  |  |  |  |  |  |  |  |  |
|  |  |  |  |  |  |                                   |                                   |                                   |                                   |                                   |                                   |  |  |                                               |                                               |                                               |                                               |                                               |                                               |  |  |                                            |                                            |                                            |                                            |                                            |                                            |  |  |                                                   |                                              |                                              |                                              |                                              |                                              |  |  |                                       |                                       |                                       |                                       |                                       |                                       |  |  |  |  |  |  |  |  |  |  |  |  |  |  |  |  |  |  |
|  |  |  |  |  |  |                                   |                                   |                                   |                                   |                                   |                                   |  |  | al-Aglab ibn Selim al-Tamimi VALÍ 765-767     |                                               |                                               |                                               |                                               |                                               |  |  |                                            |                                            |                                            |                                            |                                            |                                            |  |  |                                                   |                                              |                                              |                                              |                                              |                                              |  |  |                                       |                                       |                                       |                                       |                                       |                                       |  |  |  |  |  |  |  |  |  |  |  |  |  |  |  |  |  |  |
|  |  |  |  |  |  |                                   |                                   |                                   |                                   |                                   |                                   |  |  |                                               |                                               |                                               |                                               |                                               |                                               |  |  |                                            |                                            |                                            |                                            |                                            |                                            |  |  |                                                   |                                              |                                              |                                              |                                              |                                              |  |  |                                       |                                       |                                       |                                       |                                       |                                       |  |  |  |  |  |  |  |  |  |  |  |  |  |  |  |  |  |  |
|  |  |  |  |  |  |                                   |                                   |                                   |                                   |                                   |                                   |  |  | Ibrahim I ibn Aglab EMIR 800-812              |                                               |                                               |                                               |                                               |                                               |  |  |                                            |                                            |                                            |                                            |                                            |                                            |  |  |                                                   |                                              |                                              |                                              |                                              |                                              |  |  |                                       |                                       |                                       |                                       |                                       |                                       |  |  |  |  |  |  |  |  |  |  |  |  |  |  |  |  |  |  |
|  |  |  |  |  |  |                                   |                                   |                                   |                                   |                                   |                                   |  |  |                                               |                                               |                                               |                                               |                                               |                                               |  |  |                                            |                                            |                                            |                                            |                                            |                                            |  |  |                                                   |                                              |                                              |                                              |                                              |                                              |  |  |                                       |                                       |                                       |                                       |                                       |                                       |  |  |  |  |  |  |  |  |  |  |  |  |  |  |  |  |  |  |
|  |  |  |  |  |  |                                   |                                   |                                   |                                   |                                   |                                   |  |  |                                               |                                               |                                               |                                               |                                               |                                               |  |  |                                            |                                            |                                            |                                            |                                            |                                            |  |  |                                                   |                                              |                                              |                                              |                                              |                                              |  |  |                                       |                                       |                                       |                                       |                                       |                                       |  |  |  |  |  |  |  |  |  |  |  |  |  |  |  |  |  |  |
|  |  |  |  |  |  | Abdalá I ibn Ibrahim EMIR 812-817 | Abdalá I ibn Ibrahim EMIR 812-817 | Abdalá I ibn Ibrahim EMIR 812-817 | Abdalá I ibn Ibrahim EMIR 812-817 | Abdalá I ibn Ibrahim EMIR 812-817 | Abdalá I ibn Ibrahim EMIR 812-817 |  |  | Ziyadat Alá I ibn Ibrahim EMIR 817-838        | Ziyadat Alá I ibn Ibrahim EMIR 817-838        | Ziyadat Alá I ibn Ibrahim EMIR 817-838        | Ziyadat Alá I ibn Ibrahim EMIR 817-838        | Ziyadat Alá I ibn Ibrahim EMIR 817-838        | Ziyadat Alá I ibn Ibrahim EMIR 817-838        |  |  | al-Aglab Abú Iqal ibn Ibrahim EMIR 838-841 | al-Aglab Abú Iqal ibn Ibrahim EMIR 838-841 | al-Aglab Abú Iqal ibn Ibrahim EMIR 838-841 | al-Aglab Abú Iqal ibn Ibrahim EMIR 838-841 | al-Aglab Abú Iqal ibn Ibrahim EMIR 838-841 | al-Aglab Abú Iqal ibn Ibrahim EMIR 838-841 |  |  |                                                   |                                              |                                              |                                              |                                              |                                              |  |  |                                       |                                       |                                       |                                       |                                       |                                       |  |  |  |  |  |  |  |  |  |  |  |  |  |  |  |  |  |  |
|  |  |  |  |  |  | Abdalá I ibn Ibrahim EMIR 812-817 | Abdalá I ibn Ibrahim EMIR 812-817 | Abdalá I ibn Ibrahim EMIR 812-817 | Abdalá I ibn Ibrahim EMIR 812-817 | Abdalá I ibn Ibrahim EMIR 812-817 | Abdalá I ibn Ibrahim EMIR 812-817 |  |  | Ziyadat Alá I ibn Ibrahim EMIR 817-838        | Ziyadat Alá I ibn Ibrahim EMIR 817-838        | Ziyadat Alá I ibn Ibrahim EMIR 817-838        | Ziyadat Alá I ibn Ibrahim EMIR 817-838        | Ziyadat Alá I ibn Ibrahim EMIR 817-838        | Ziyadat Alá I ibn Ibrahim EMIR 817-838        |  |  | al-Aglab Abú Iqal ibn Ibrahim EMIR 838-841 | al-Aglab Abú Iqal ibn Ibrahim EMIR 838-841 | al-Aglab Abú Iqal ibn Ibrahim EMIR 838-841 | al-Aglab Abú Iqal ibn Ibrahim EMIR 838-841 | al-Aglab Abú Iqal ibn Ibrahim EMIR 838-841 | al-Aglab Abú Iqal ibn Ibrahim EMIR 838-841 |  |  |                                                   |                                              |                                              |                                              |                                              |                                              |  |  |                                       |                                       |                                       |                                       |                                       |                                       |  |  |  |  |  |  |  |  |  |  |  |  |  |  |  |  |  |  |
|  |  |  |  |  |  |                                   |                                   |                                   |                                   |                                   |                                   |  |  |                                               |                                               |                                               |                                               |                                               |                                               |  |  |                                            |                                            |                                            |                                            |                                            |                                            |  |  |                                                   |                                              |                                              |                                              |                                              |                                              |  |  |                                       |                                       |                                       |                                       |                                       |                                       |  |  |  |  |  |  |  |  |  |  |  |  |  |  |  |  |  |  |
|  |  |  |  |  |  |                                   |                                   |                                   |                                   |                                   |                                   |  |  | Mohamed I Abul-Abás ibn al-Aglab EMIR 841-856 | Mohamed I Abul-Abás ibn al-Aglab EMIR 841-856 | Mohamed I Abul-Abás ibn al-Aglab EMIR 841-856 | Mohamed I Abul-Abás ibn al-Aglab EMIR 841-856 | Mohamed I Abul-Abás ibn al-Aglab EMIR 841-856 | Mohamed I Abul-Abás ibn al-Aglab EMIR 841-856 |  |  | Ahmed                                      | Ahmed                                      | Ahmed                                      | Ahmed                                      | Ahmed                                      | Ahmed                                      |  |  | Mohamed                                           | Mohamed                                      | Mohamed                                      | Mohamed                                      | Mohamed                                      | Mohamed                                      |  |  |                                       |                                       |                                       |                                       |                                       |                                       |  |  |  |  |  |  |  |  |  |  |  |  |  |  |  |  |  |  |
|  |  |  |  |  |  |                                   |                                   |                                   |                                   |                                   |                                   |  |  | Mohamed I Abul-Abás ibn al-Aglab EMIR 841-856 | Mohamed I Abul-Abás ibn al-Aglab EMIR 841-856 | Mohamed I Abul-Abás ibn al-Aglab EMIR 841-856 | Mohamed I Abul-Abás ibn al-Aglab EMIR 841-856 | Mohamed I Abul-Abás ibn al-Aglab EMIR 841-856 | Mohamed I Abul-Abás ibn al-Aglab EMIR 841-856 |  |  | Ahmed                                      | Ahmed                                      | Ahmed                                      | Ahmed                                      | Ahmed                                      | Ahmed                                      |  |  | Mohamed                                           | Mohamed                                      | Mohamed                                      | Mohamed                                      | Mohamed                                      | Mohamed                                      |  |  |                                       |                                       |                                       |                                       |                                       |                                       |  |  |  |  |  |  |  |  |  |  |  |  |  |  |  |  |  |  |
|  |  |  |  |  |  |                                   |                                   |                                   |                                   |                                   |                                   |  |  |                                               |                                               |                                               |                                               |                                               |                                               |  |  |                                            |                                            |                                            |                                            |                                            |                                            |  |  |                                                   |                                              |                                              |                                              |                                              |                                              |  |  |                                       |                                       |                                       |                                       |                                       |                                       |  |  |  |  |  |  |  |  |  |  |  |  |  |  |  |  |  |  |
|  |  |  |  |  |  |                                   |                                   |                                   |                                   |                                   |                                   |  |  |                                               |                                               |                                               |                                               |                                               |                                               |  |  | Ahmed Abú Ibrahim ibn Mohamed EMIR 856-863 | Ahmed Abú Ibrahim ibn Mohamed EMIR 856-863 | Ahmed Abú Ibrahim ibn Mohamed EMIR 856-863 | Ahmed Abú Ibrahim ibn Mohamed EMIR 856-863 | Ahmed Abú Ibrahim ibn Mohamed EMIR 856-863 | Ahmed Abú Ibrahim ibn Mohamed EMIR 856-863 |  |  |                                                   |                                              |                                              |                                              |                                              |                                              |  |  | Ziyadat Alá II ibn Abul-Abás EMIR 863 | Ziyadat Alá II ibn Abul-Abás EMIR 863 | Ziyadat Alá II ibn Abul-Abás EMIR 863 | Ziyadat Alá II ibn Abul-Abás EMIR 863 | Ziyadat Alá II ibn Abul-Abás EMIR 863 | Ziyadat Alá II ibn Abul-Abás EMIR 863 |  |  |  |  |  |  |  |  |  |  |  |  |  |  |  |  |  |  |
|  |  |  |  |  |  |                                   |                                   |                                   |                                   |                                   |                                   |  |  |                                               |                                               |                                               |                                               |                                               |                                               |  |  | Ahmed Abú Ibrahim ibn Mohamed EMIR 856-863 | Ahmed Abú Ibrahim ibn Mohamed EMIR 856-863 | Ahmed Abú Ibrahim ibn Mohamed EMIR 856-863 | Ahmed Abú Ibrahim ibn Mohamed EMIR 856-863 | Ahmed Abú Ibrahim ibn Mohamed EMIR 856-863 | Ahmed Abú Ibrahim ibn Mohamed EMIR 856-863 |  |  |                                                   |                                              |                                              |                                              |                                              |                                              |  |  | Ziyadat Alá II ibn Abul-Abás EMIR 863 | Ziyadat Alá II ibn Abul-Abás EMIR 863 | Ziyadat Alá II ibn Abul-Abás EMIR 863 | Ziyadat Alá II ibn Abul-Abás EMIR 863 | Ziyadat Alá II ibn Abul-Abás EMIR 863 | Ziyadat Alá II ibn Abul-Abás EMIR 863 |  |  |  |  |  |  |  |  |  |  |  |  |  |  |  |  |  |  |
|  |  |  |  |  |  |                                   |                                   |                                   |                                   |                                   |                                   |  |  |                                               |                                               |                                               |                                               |                                               |                                               |  |  |                                            |                                            |                                            |                                            |                                            |                                            |  |  |                                                   |                                              |                                              |                                              |                                              |                                              |  |  |                                       |                                       |                                       |                                       |                                       |                                       |  |  |  |  |  |  |  |  |  |  |  |  |  |  |  |  |  |  |
|  |  |  |  |  |  |                                   |                                   |                                   |                                   |                                   |                                   |  |  | Mohamed II al-Garaniq ibn Ahmed EMIR 863-875  | Mohamed II al-Garaniq ibn Ahmed EMIR 863-875  | Mohamed II al-Garaniq ibn Ahmed EMIR 863-875  | Mohamed II al-Garaniq ibn Ahmed EMIR 863-875  | Mohamed II al-Garaniq ibn Ahmed EMIR 863-875  | Mohamed II al-Garaniq ibn Ahmed EMIR 863-875  |  |  |                                            |                                            |                                            |                                            |                                            |                                            |  |  | Ibrahim II Abú Ishaq ibn Ahmed EMIR 875-902       | Ibrahim II Abú Ishaq ibn Ahmed EMIR 875-902  | Ibrahim II Abú Ishaq ibn Ahmed EMIR 875-902  | Ibrahim II Abú Ishaq ibn Ahmed EMIR 875-902  | Ibrahim II Abú Ishaq ibn Ahmed EMIR 875-902  | Ibrahim II Abú Ishaq ibn Ahmed EMIR 875-902  |  |  |                                       |                                       |                                       |                                       |                                       |                                       |  |  |  |  |  |  |  |  |  |  |  |  |  |  |  |  |  |  |
|  |  |  |  |  |  |                                   |                                   |                                   |                                   |                                   |                                   |  |  | Mohamed II al-Garaniq ibn Ahmed EMIR 863-875  | Mohamed II al-Garaniq ibn Ahmed EMIR 863-875  | Mohamed II al-Garaniq ibn Ahmed EMIR 863-875  | Mohamed II al-Garaniq ibn Ahmed EMIR 863-875  | Mohamed II al-Garaniq ibn Ahmed EMIR 863-875  | Mohamed II al-Garaniq ibn Ahmed EMIR 863-875  |  |  |                                            |                                            |                                            |                                            |                                            |                                            |  |  | Ibrahim II Abú Ishaq ibn Ahmed EMIR 875-902       | Ibrahim II Abú Ishaq ibn Ahmed EMIR 875-902  | Ibrahim II Abú Ishaq ibn Ahmed EMIR 875-902  | Ibrahim II Abú Ishaq ibn Ahmed EMIR 875-902  | Ibrahim II Abú Ishaq ibn Ahmed EMIR 875-902  | Ibrahim II Abú Ishaq ibn Ahmed EMIR 875-902  |  |  |                                       |                                       |                                       |                                       |                                       |                                       |  |  |  |  |  |  |  |  |  |  |  |  |  |  |  |  |  |  |
|  |  |  |  |  |  |                                   |                                   |                                   |                                   |                                   |                                   |  |  | Abú Iqal                                      | Abú Iqal                                      | Abú Iqal                                      | Abú Iqal                                      | Abú Iqal                                      | Abú Iqal                                      |  |  |                                            |                                            |                                            |                                            |                                            |                                            |  |  | Abdalá II Abul-Abás ibn Ibrahim EMIR 902-903      | Abdalá II Abul-Abás ibn Ibrahim EMIR 902-903 | Abdalá II Abul-Abás ibn Ibrahim EMIR 902-903 | Abdalá II Abul-Abás ibn Ibrahim EMIR 902-903 | Abdalá II Abul-Abás ibn Ibrahim EMIR 902-903 | Abdalá II Abul-Abás ibn Ibrahim EMIR 902-903 |  |  |                                       |                                       |                                       |                                       |                                       |                                       |  |  |  |  |  |  |  |  |  |  |  |  |  |  |  |  |  |  |
|  |  |  |  |  |  |                                   |                                   |                                   |                                   |                                   |                                   |  |  | Abú Iqal                                      | Abú Iqal                                      | Abú Iqal                                      | Abú Iqal                                      | Abú Iqal                                      | Abú Iqal                                      |  |  |                                            |                                            |                                            |                                            |                                            |                                            |  |  | Abdalá II Abul-Abás ibn Ibrahim EMIR 902-903      | Abdalá II Abul-Abás ibn Ibrahim EMIR 902-903 | Abdalá II Abul-Abás ibn Ibrahim EMIR 902-903 | Abdalá II Abul-Abás ibn Ibrahim EMIR 902-903 | Abdalá II Abul-Abás ibn Ibrahim EMIR 902-903 | Abdalá II Abul-Abás ibn Ibrahim EMIR 902-903 |  |  |                                       |                                       |                                       |                                       |                                       |                                       |  |  |  |  |  |  |  |  |  |  |  |  |  |  |  |  |  |  |
|  |  |  |  |  |  |                                   |                                   |                                   |                                   |                                   |                                   |  |  |                                               |                                               |                                               |                                               |                                               |                                               |  |  |                                            |                                            |                                            |                                            |                                            |                                            |  |  | Ziyadat Alá III Abú Mudar ibn Abdalá EMIR 903-909 |                                              |                                              |                                              |                                              |                                              |  |  |                                       |                                       |                                       |                                       |                                       |                                       |  |  |  |  |  |  |  |  |  |  |  |  |  |  |  |  |  |  |